# Amiche nemiche (serie televisiva 1995)
Amiche nemiche (Girl Friends - Freundschaft mit Herz) è una serie televisiva tedesca in 89 episodi trasmessi per la prima volta nel corso di 7 stagioni dal 1995 al 2005. L'ultimo episodio fu trasmesso con una puntata speciale il 13 ottobre 2007 sulla ZDF.
È una serie del genere drammatico incentrata sulle vicende del personale in un albergo di Amburgo tra amicizie, intrighi e amore. Il plot principale ruota intorno all'amicizia tra Marie Malek e Ilka Frowein e al loro rapporto a volte conflittuale a causa della rivalità sul lavoro. La storia della serie è liberamente ispirata alla commedia statunitense Una donna in carriera (1988) con Melanie Griffith e Harrison Ford.

## Personaggi e interpreti

### Personaggi principali
- Schmolke (81 episodi, 1995-2007), interpretato da Harald Maack.
- Elfie Gerdes (75 episodi, 1995-2007), interpretato da Manon Straché.
- Marie Malek (69 episodi, 1995-2004), interpretata da Mariele Millowitsch.
- Ronaldo Schäfer (69 episodi, 1995-2004), interpretato da Walter Sittler.
- Gudrun Hanson (69 episodi, 1995-2004), interpretato da Andrea Bürgin.
- Doris Barth (64 episodi, 1995-2004), interpretata da Eva Maria Kerkhoff.
- Dottor Begemann (55 episodi, 1995-2007), interpretato da Arnfried Lerche.
- Vera Klingenberg (52 episodi, 1995-2002), interpretata da Nina von Arx.
- Ilka Frohwein (48 episodi, 1995-1998), interpretata da Tamara Rohloff.
- Erich Harsefeld (43 episodi, 1995-2004), interpretato da Wilfried Dziallas.
- Elisabeth Harsefeld (42 episodi, 1995-2004), interpretata da Dagmar Laurens.
- Iris Sandberg (38 episodi, 2002-2007), interpretata da Franziska Sztavjanik.
- Christian Dolbien (36 episodi, 2002-2007), interpretato da Philippe Brenninkmeyer.
- Alexa Hofer (36 episodi, 2002-2007), interpretata da Gabrielle Odinis.
- Uwe Holthusen (34 episodi, 1997-2007), interpretato da Jens Knospe.
- Katrin Hollinger (33 episodi, 2002-2007), interpretata da Nadja Zwanziger.

### Personaggi secondari
- Renee Broschek (23 episodi, 1996-1998), interpretata da Anette Hellwig.
- Barbara Malek (22 episodi, 2002-2004), interpretata da Susanne Hoss.
- Katja Harms (22 episodi, 1997-1998), interpretata da Chiara Schoras.
- Conrad Jäger (22 episodi, 2004-2007), interpretato da Kai Scheve.
- Stefan Ahlbaum (21 episodi, 1996-1997), interpretato da Benjamin Sadler.
- Julietta (21 episodi, 1996-2007), interpretata da Ingrit Dohse.
- Dottor Rilke (20 episodi, 1996-2004), interpretato da Henning Gissel.
- Bendix Bast (19 episodi, 1995-1998), interpretato da Max Gertsch.
- Dottor Frank Melson (19 episodi, 1995-2004), interpretato da Krystian Martinek.
- Daniela Holm (19 episodi, 1995-1996), interpretata da Bettina Kupfer.
- Sascha (18 episodi, 2004-2007), interpretato da Pay-Andres Lüders.
- Wilma Wolf (17 episodi, 1997-1998), interpretata da Petra Redinger.
- Heike Schäfer (17 episodi, 1995-2002), interpretata da Christina Große.
- Hansson (16 episodi, 1995-1998), interpretato da Gösta Bredefeldt.
- Dieter Saalbach (16 episodi, 1995-1996), interpretato da Joachim Dietmar Mues.
- Leo Faber (15 episodi, 1997-1998), interpretato da Jens Eulenberger.
- Sonja (14 episodi, 2004-2007), interpretata da Jana Kozewa.
- Nicole Bast (14 episodi, 1995-1996), interpretata da Nele Mueller-Stöfen.
- Sandy Busch (13 episodi, 2002), interpretata da Tina Bordihn.
- Albert (13 episodi, 1996-1997), interpretato da Paul Frielinghaus.
- Renzo (13 episodi, 1995-1996), interpretato da Michael Mühlenbrock.
- Roxy Papenhagen (13 episodi, 2004-2007), interpretato da Heidrun Petersen.
- Philine Sengelmann (12 episodi, 2004), interpretato da Silke Bodenbender.
- Rufus Hartmann (12 episodi, 2005-2007), interpretato da Dietrich Mattausch.
- Corinna Behrendt (11 episodi, 2005-2007), interpretata da Christina Rainer.
- Luc Atalay (11 episodi, 2002), interpretato da Max Landgrebe.

## Produzione
La serie, ideata da Christian Pfannenschmidt, fu prodotta da Objectiv Film e Zweites Deutsches Fernsehen e girata ad Amburgo in Germania. Le musiche furono composte da Jens Langbein e Robert Schulte Hemming. Il tema musicale è Girlfriends (Won't Give Up).

### Registi
Tra i registi della serie sono accreditati:
- Christine Kabisch in 28 episodi (1995-1998)
- Bettina Woernle in 10 episodi (1997-2002)
- Walter Weber in 9 episodi (2002-2004)
- Thomas Herrmann in 7 episodi (2004-2007)
- John Delbridge in 7 episodi (2004-2005)
- Franziska Meyer Price in 4 episodi (2002)
- Bodo Schwarz in 4 episodi (2007)
- Karin Hercher in 3 episodi (1996)
- Richard Engel in 3 episodi (1997)

### Sceneggiatori
Tra gli sceneggiatori della serie è accreditato Christian Pfannenschmidt (76 episodi, 1995-2007).

## Distribuzione
La serie fu trasmessa in Germania dal 26 dicembre 1995 al 13 ottobre 2007 sulla rete televisiva ZDF. In Italia è stata trasmessa su RaiDue con il titolo Amiche nemiche.
Alcune delle uscite internazionali sono state:
- in Germania il 26 dicembre 1995 (Girl friends – Freundschaft mit Herz)
- negli Stati Uniti (Girlfriends)
- in Finlandia (Ystävyyden ehdoilla)
- in Italia (Amiche nemiche)

## Episodi
| Stagione         | Episodi | Prima TV Germania | Prima TV Italia |
| ---------------- | ------- | ----------------- | --------------- |
| Prima stagione   | 13      | 1995-1996         |                 |
| Seconda stagione | 13      | 1996              |                 |
| Terza stagione   | 13      | 1997              |                 |
| Quarta stagione  | 13      | 1998              |                 |
| Quinta stagione  | 14      | 2002              |                 |
| Sesta stagione   | 12      | 2004              |                 |
| Settima stagione | 12      | 2005-2007         |                 |